# Ōtsu
Ōtsu (japanisch 大津市 -shi, deutsch großer Hafen) ist eine Großstadt am Südufer des Biwa-Sees in Kansai, Westjapan. Sie ist Verwaltungssitz der Präfektur Shiga.

## Geschichte
Ōtsu war unter den Tennō Tenji und Kōbun von 667 bis 672 als Ōmi-kyō bzw. Ōmi no Miyako (近江京, dt. „Hauptstadt von Ōmi“) die Hauptstadt Japans.
Am 11. Mai 1891 kam es hier zum Ōtsu-Zwischenfall, als der russische Thronfolger Nikolaus II. vom Polizisten Tsuda Sanzō nach einem Tagesausflug zum Biwa-See mit einem Säbel angegriffen wurde.

### Verwaltungsgeschichte

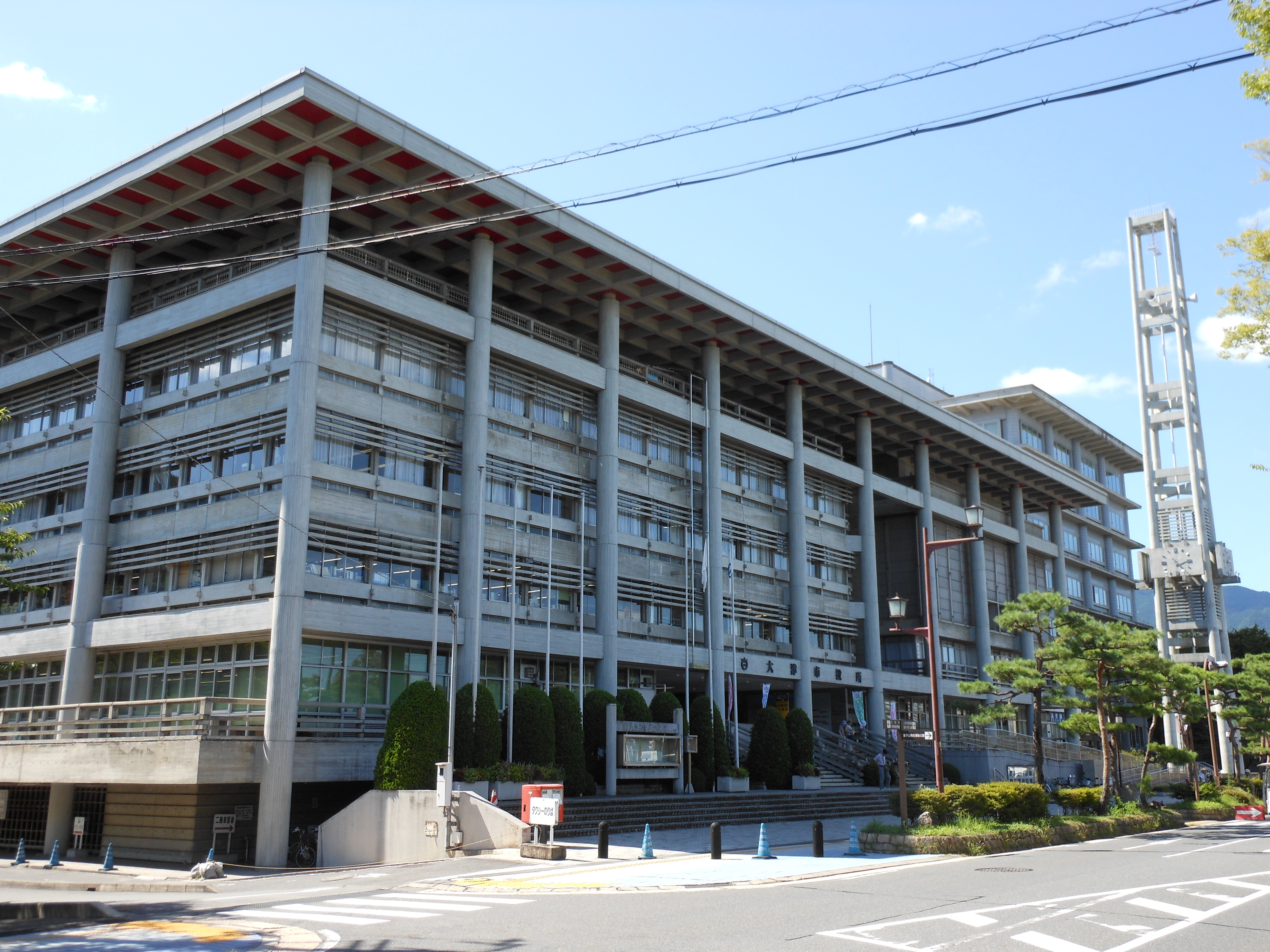
Rathaus

Am 1. Oktober 1898 wurde die Chō Ōtsu (大津町) im Shiga-gun zur Shi ernannt. Am 10. Mai 1932 wurde
Shiga (滋賀村, -mura), am 1. April 1933
Ishiyama (石山町, -chō) und
Zeze (膳所町, -chō), am 1. April 1951
Ogata (雄琴村, -mura),
Sakamoto (坂本村, -mura),
Shimosakamoto (下阪本村, -mura) im Shiga-gun,
Ōishi (大石村, -mura),
Shimotanakami (下田上村, -mura) im Kurita-gun, am 1. April 1967
Seta (瀬田町, -chō) im Kurita-gun,
Katada (堅田町, -chō) im Shiga-gun und am 20. März 2006
Shiga (志賀町, -chō) im Shiga-gun in Ōtsu eingemeindet. Der Shiga-gun wurde daraufhin aufgelöst.
Das erste Bürgerzentrum Japans wurde in Ōtsu errichtet.

## Sehenswürdigkeiten und Veranstaltungen

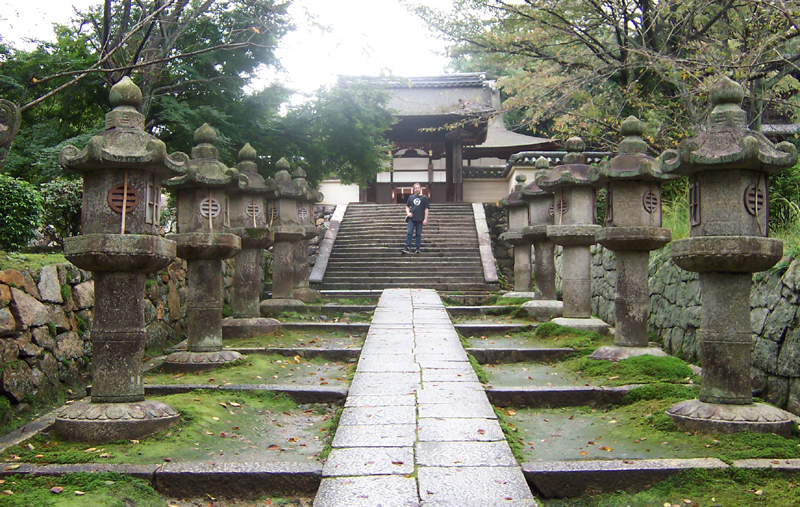
Mii-dera

Viele bedeutende historische Tempel, allen voran der Mii-dera und der Ishiyama-dera, aber auch der Iwama-dera sowie die reizvolle Lage am Ufer des Biwa-Sees machen Ōtsu zu einem attraktiven Touristenziel. Im Ōmi-jingū wird der Tenji-tennō verehrt, ebenso befindet sich dort ein Uhrenmuseum. Der Enryaku-ji ist Teil des UNESCO-Weltkulturerbes Historisches Kyōto (Kyōto, Uji und Ōtsu). Der Iwai-Schrein wurde spätestens im 7. Jahrhundert gegründet.
Am ersten Sonntag im März fand in Ōtsu der Biwa-See-Marathon statt, einer der ältesten und bedeutendsten Marathonläufe Japans.
In ganz Kansai berühmt ist das große Biwako-Feuerwerk am 8. August jeden Jahres über dem See mit besonders großen Feuerwerkskörpern.
Das Ōtsu-Matsuri findet jedes Jahr an den zwei Tagen vor dem Tag des Sports, sprich Anfang Oktober, statt. Charakteristisch ist der Umzug der 13 Hikiyama, reich verzierter und als wichtige Kulturschätze deklarierter Holzwagen, die im Unterschied zu den weiter verbreiteten Mikoshi nicht durch die Straßen getragen, sondern gezogen werden. Sehr ähnlich den Yoi-yama des Gion-Matsuri in Kyoto werden die Hikiyama am Vorabend in verschiedenen Straßen ausgestellt, anlässlich dessen sich ein stimmungsvolles Volksfest in der Innenstadt ergibt.

## Verkehr
- Straße:

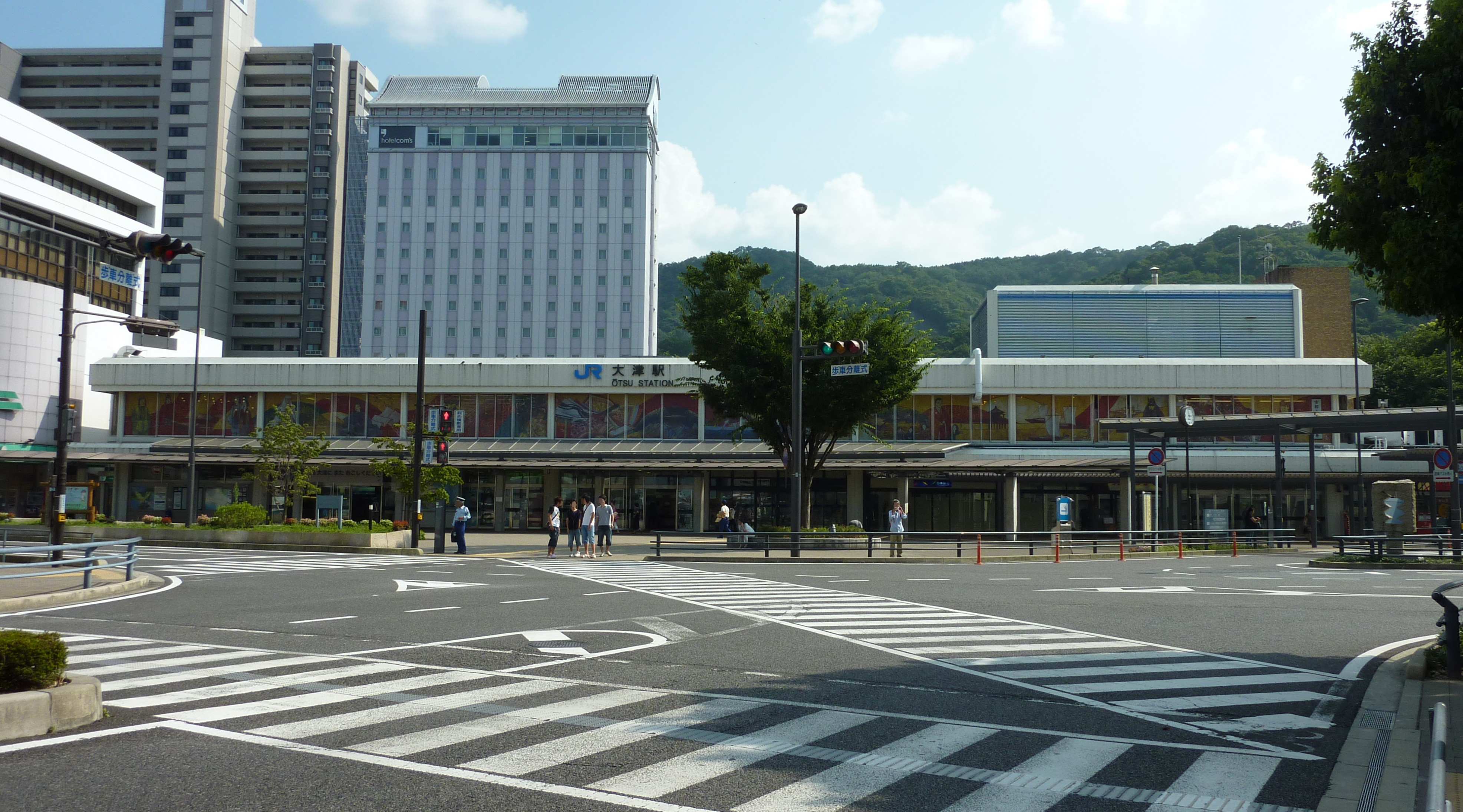
Bahnhof Ōtsu

  - Meishin-Autobahn, nach Komaki oder Nishinomiya
  - Nationalstraße 1, nach Tokio oder Ōsaka
  - Nationalstraße 8
  - Nationalstraßen 161, 367, 422, 477
- Zug:
  - JR Tōkaidō-Hauptlinie (Biwako-Linie), nach Tokio oder Kōbe
  - JR Kosei-Linie, nach Nishiazai oder Kyōto
- Straßenbahn:
  - Keihan Ishiyama-Sakamoto-Linie (verkehrt nur innerstädtisch)
  - Keihan Keishin-Linie, nach Kyōto

## Städtepartnerschaften
- Lansing, USA (seit 1969)
- Interlaken, Schweiz (seit 1978)
- Würzburg, Deutschland (seit 1979)
- Mudanjiang, Volksrepublik China (seit 1984)
- Gumi, Südkorea (seit 1990)

### Ōtsu und Würzburg

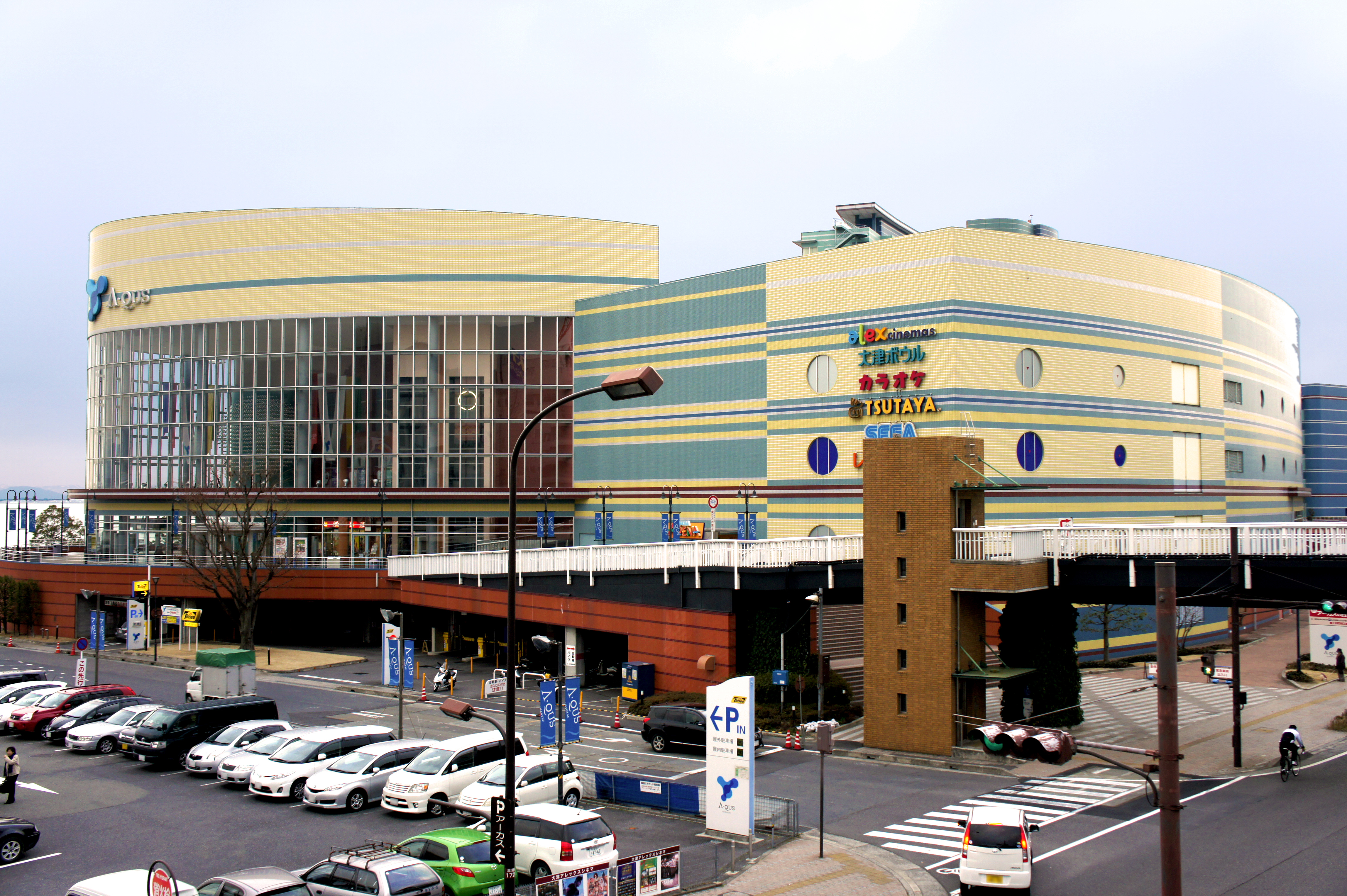
Hamaotsu Arcus

Aus der Partnerstadt Würzburg in Deutschland stammt der Dichter Max Dauthendey, den ein Japan-Besuch 1906 zu seinem Werk Die acht Gesichter am Biwasee inspirierte. Die japanische Übersetzung des Werkes erschien im Jahre 2004.
Eine originalgetreue Nachbildung eines großen Barock-Blumentopfes aus dem Hofgarten der Würzburger Residenz hat einen Ehrenplatz direkt vor dem Haupteingang des Ōtsuer Rathauses. Am Ufer des Biwasees befindet sich ein von Würzburger Zimmerleuten errichtetes Haus im fränkischen Stil mit einem kleinen Museum im 1. Stock sowie einer rustikalen fränkischen Gastwirtschaft mit Seeterrasse namens „Würzburg“.

## Söhne und Töchter der Stadt
- Saichō (767–822), buddhistischer Mönch
- Ki Baitei (1734–1810), Maler
- Sawada Shōjirō (1892–1929), Theaterschauspieler
- Kyozi Kawasaki (1930–2021), Physiker
- Shigeki Satō (* 1959), Politiker
- Satsuki Yukino (* 1970), Synchronsprecherin
- Miya Tachibana (* 1974), Synchronschwimmerin
- Takayo Kondō (* 1975), Stabhochspringerin
- Kōji Nakata (* 1979), Fußballspieler
- Yūki Ōta (* 1985), Florettfechter
- Takahiro Urashima (* 1988), Fußballspieler
- Takuya Kakine (* 1991), Fußballspieler
- Yūto Seko (* 1998), Hochspringer
- Genki Egawa (* 2000), Fußballspieler
- Yuta Ueda (* 2004), Fußballspieler
- Rikuto Iida (* 2005), Fußballspieler

## Angrenzende Städte und Gemeinden
- Kyōto
- Uji
- Kusatsu
- Takashima
- Rittō
- Kōka